# Toldac
Pour les articles homonymes, voir Fournier.
 (octobre 2018).
Toldac (né le 24 janvier 1961 à Malo-les-Bains), de son vrai nom Michel Fournier, est un scénariste de bande dessinée français.

## Biographie
Frère de Pierre Makyo, Toldac fait partie, depuis 1983, de l'équipe du magazine Spirou où il participe aux rubriques ou séries : Les Bogros, Flash info, Petit colporteur de bruit, Scoop magazine, Spirou soir. Il a écrit des scénarios pour Didgé, Dodier, Makyo, Will.

## Publications
- 1988-1990 : Les Bogros avec Makyo, Vittorio Léonardo et Claudine Drapeau (Dupuis). Série en 3 tomes : La grande peur (1988), Les petites frousses (1988) et Touchez pas au champignon ! (1990)
- 2001-2003 : Les châtiments de l'An Mil avec Bertrand Marchal (Glénat). Série historique en 3 tomes : La troisième tombe (2001)[2], Visions d'apocalypse (2002) et Pierre de sang (2003)
- 2003-2007 : A.D.N avec Makyo, Bruno Rocco, Cerise et Cynthia (Glénat). Série abandonnée en 4 tomes : L'Espèce temps (2003)[3], L'ange noir (2004), Révélations (2006) et Désert rouge (2007)
- 2008 : Les Bozons : Un grand chef dans un petit corps avec Makyo (coscénariste et dessinateur) (Soleil Productions)
- 2013 : Tout sauf l'amour avec Pierre Makyo et Frédéric Bihel (Futuropolis)
- 2015 : Le Spirou de…, Tome 8, La Grosse Tête, avec Pierre Makyo, co-scénariste, et Téhem, dessinateur. (Dupuis)